# Bernard Forest de Bélidor

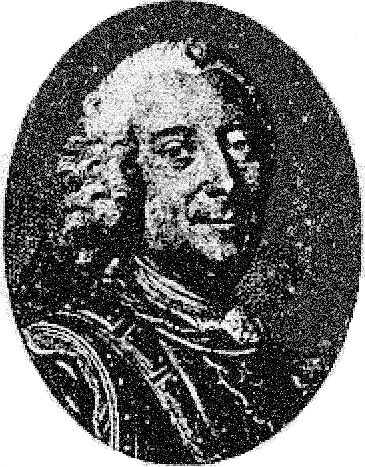
Retrato de Bélidor.

Bernard Forest de Bélidor, nacido en Cataluña (España) en 1698 y fallecido en París el 8 de septiembre de 1761, fue un ingeniero militar francés.

## El soldado
Hijo de un oficial francés muerto en España antes de que Bélidor cumpliera los 5 meses, fue recogido por su padrino, Fossiébourg, oficial de artillería, muerto a su vez en 1711. Su viuda se retira a casa de su hermano, Cayot de Blanzy, ingeniero jefe en Montreuil. Este le hace beneficiario de su biblioteca y Bélidor le acompaña en sus destinos.
Ingresa joven en el ejército, partiendo en 1742 como ayudante en la campaña de Baviera, durante la guerra de sucesión de Austria, bajo las órdenes de Philippe Henri de Ségur y del duque François d'Harcourt. Sirve más tarde a las órdenes de Príncipe de Conti en Italia en 1744 y después en las Provincias Unidas, donde juega un papel activo durante el sitio de Charleroi. Es nombrado coronel en reconocimiento de sus servicios.
Era a su muerte brigadier del ejército real, caballero de San Luis, inspector del arsenal de París y de las minas de Francia (desde 1758), miembro de las academias reales de ciencias de Francia, Inglaterra y Prusia.

## El hombre de ciencia y profesor
Bélidor es nombrado profesor de artillería en la escuela de La Fère (Aisne) desde la creación de este establecimiento en 1720 e inspector general de minas de Francia. En 1722 entra como alumno en la Academia de Ciencias de Francia, donde será más tarde asociado libre (1756), Publica en 1725 su Nouveau cours de mathématique à l'usage de l'Artillerie et du Génie, donde aparece por primera vez la palabra sinusoide, Este curso se traduciría al alemán en 1745. Será empleado en todos los cursos de artillería y servirá de referencia en la École nationale des ponts et chaussées
En 1729 aparece La Science des ingénieurs dans la conduite des travaux de fortification et d'architecture civile, primera obra de síntesis en esta especialidad, donde son abordados tanto el trazado de las obras como su resistencia, así como el acondicionamiento urbano de las plazas. Esta última parte será copiada literalmente por Louis de Jaucourt en la Enciclopedia. La obra fue traducida al alemán y publicada en Viena en 1757. Sobre la cuestión de los muros de sostén, Bélidor trata de explicitar los fundamentos del reglamento de Vauban sobre las fortificaciones, tomando en consideración los taludes naturales de tierra. En su elogio en la Academia de las Ciencias dijo que «Nunca obra alguna ha merecido más este título: contiene en efecto todos los principios necesarios para poner a todos los ingenieros en condiciones de aplicar en la práctica todos los conocimientos matemáticos que la lectura de la primera obra les ha podido dar.»
Publica en 1731 un tratado de balística, El Bombardero francés, seguido en 1737 de su mayor obra La Arquitectura hidráulica, donde es utilizado por primera vez el cálculo integral en la resolución de problemas técnicos. Será todo el bagaje proporcionado a los ingenieros hasta fin de siglo y obra de referencia de los alumnos de la Escuela de Puentes y Calzadas. Edita en 1755 un Diccionario portátil del Ingeniero, que no es más que una compilación resumida y abreviada del Diccionario de Arquitectura de Augustin-Charles d'Aviler, con algunas partes añadidas.
Bélidor acompañó a Jean-Dominique Cassini y Philippe de La Hire en su expedición para medir el meridiano de París en los años 1710.

## Principales obras
- Sommaire d'un cours d'architecture militaire, civile, hydrolique, et des autres traitez les plus utiles aux ingénieurs et architectes (1720)
- Nouveau cours de Mathématique à l'usage de l'Artillerie et du Génie, où l'on applique les parties les plus útiles de cette science à la théorie et à la pratique de différents sujets qui peuvent avoir rapport à la guerre (1725)
- La Science des ingénieurs dans la conduite des travaux de fortification et d'architecture civile (1729)
- Le Bombardier françois, ou Nouvelle méthode de jeter les bombes avec précision (1731)
- Forest de Bélidor, Bernard (1737-1739).  Charles-Antoine Jombert, Libraire de l’Artillerie & du Génie, à l’Image Notre-Dame, ed. Architecture hydraulique, ou l'Art de conduire, d'élever et de ménager les eaux pour les différens besoins de la vie (2 vol) (1796 par Prony, 1819 par Navier edición). à Paris, rue Saint-Jacques.
- Dictionnaire portatif de l'ingénieur (1755)
- Œuvres diverses de M. Belidor concernant l'artillerie et le génie (1764)